# Batalla de García Hernández

## Antecedente inmediato

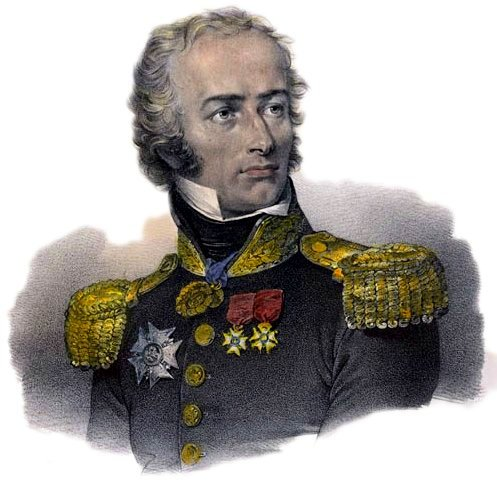
El general de división Maximilien Sébastien Foy (1775-1825)

El día anterior, el 22 de julio de 1812, en la batalla tan bien retratada en 1875 por la pluma de Benito Pérez Galdós, que españoles y franceses llaman "batalla de los Arapiles", que los ingleses denominan "Battle of Salamanca", y quienes la vivieron llamaron "batalla de Calvarrasa de Arriba", el ejército aliado al mando de Sir Arthur Wellesley, futuro I Duque de Wellington, había obtenido una victoria decisiva sobre el ejército francés dirigido por el mariscal Auguste Marmont. La división de Foy fue la única unidad francesa que no participó en la batalla y por lo tanto actuó como retaguardia de la retirada francesa para frenar a las fuerzas británicas de persecución y posibilitar un repliegue ordenado de la fuerza principal. Por el lado británico, la brigada de caballería pesada de von Bock (Legión Alemana del Rey) tampoco participó el 22 ya que se encontraba en Pelabravo, 20 kilómetros al sudeste de Salamanca cubriendo el flanco izquierdo del ejército aliado.
En la llamada batalla de García Hernández los dragones pesados alemanes al servicio de su Majestad Jorge III de Gran Bretaña y príncipe elector de Hanover, Alemania, lograron pasar a la historia de la caballería al romper tres cuadros enemigos y poner en un muy serio compromiso a su división de infantería, la que con apoyo de caballería debía proteger la retirada francesa.

## La batalla

### Aclaración previa
Si bien la descripción de la batalla se basa en diversas fuentes, se ha tomado como fundamentales tres obras que describen desde la perspectiva de ambos bando el combate. Por un lado "History of the King's German Legion”, vol 2, de North Ludlow Beamisch escrita en 1837.  Beamish tomó los relatos del teniente coronel von Uslar-Gleichen (hermano del muerto en el combate), del mayor Benedir von der Decken (también hermano de quien cayera herido de muerte en la batalla) y del mayor Hartwig von Witzendorff. Los tres –como capitanes en el 1º de Dragones Ligeros de la King's German Legion– fueron protagonistas y testigos directos del combate. Por el mismo bando se tomó el libro Briefe eines Rittmeisters des 1. schweren Dragoner Regiments von des Königs deutscher Legion aus Spanien 1812/13 (Cartas de un capitán del 1er Regimiento de Dragones Pesados de la Legión Alemana del Rey desde España en 1812/13) de Carl Hodenberg, quien fuera edecán del general Georg von Bock, comandante de la brigada. Finalmente para reflejar la versión francesa de los hechos se tomó la obra Histoire de la Guerre d'Independance de la Péninsule ibérique contre Napoléon 1er, (9na parte: mayo-agosto de 1812) La Bataille des Arapiles del historiador y médico francés, caballero de la Legión de Honor, Jean-Pierre Sarramon, escrita en 1978. Sarramon le dedicó más de 50 años de su vida, hasta su muerte, al estudio de la guerra napoleónica en España.

### La retirada francesa tras su derrota en la batalla de Los Arapiles
Tras la victoria anglo-portuguesa de Los Arapiles el 22 de julio de 1812, el derrotado ejército francés se retiró del campo de batalla cubierto por la 1ra. división de infantería del general Maximilien Foy, la que prácticamente no estuvo involucrada de lleno en la batalla, habiendo quedado posicionada sobre el extremo del flanco derecho francés en Calvarrasa de Arriba. Atravesando el frondoso bosque de encinas se dirigió al sur del Arapil Grande, hacia Alba de Tormes con la intención de cruzar allí el largo puente medieval sobre el río Tormes y encaminarse por el camino que conduce a Peñaranda de Bracamonte, más allá, hacia Valladolid y Burgos. 
Foy había recibido la orden del comandante de la 2da división de infantería, teniente general Bertrand Clauzel –quien, por ser el tercero en antigüedad, había quedado al mando de todo el Ejército francés de Portugal, después de que el mariscal del Imperio, Auguste-Frédéric-Louis Viesse de Marmont y su segundo al mando, el general Jean Pierre François, conde de Bonet, habían sido heridos de gravedad por un proyectil de metralla al inicio de la batalla– de no abandonar la orilla del Tormes hasta las nueve de la mañana para proteger el repliegue de las tropas. Sin embargo, desde las siete, el general Jean-Baptiste Curto, jefe de toda la caballería ligera, quien lo flanqueaba por el Norte, lo alertó de que una caballería británica había sido divisada en las alturas entre Alba de Tormes y La Serna. Poco más tarde le informó que sus propios exploradores habían distinguido una fuerte columna británica que atravesaba el río por un vado (se trataba de la División de Infantería Ligera que lo había cruzado a la altura de Huerta). Como habían partido ya las unidades que debían precederle en la marcha y también la mayor parte de los soldados desbandados que no se habían unido todavía a sus cuerpos, y, temiendo que su retirada se viese amenazada, Foy adelantó su marcha. El movimiento a tal fin comenzó a las 08:00 y se efectuó como estaba previsto por la carretera de Peñaranda.
La fuerza de Foy estaba compuesta por su propia unidad, la 1ra. División de Infantería, integrada por las brigadas del general Jean Chemineau con los regimientos 6º ligero y 76º de línea con dos batallones cada uno (total 1.509 hombres) y la brigada del general François Desgraviers-Berthelot, muerto en la batalla del día anterior y ahora bajo el mando del coronel Ennemond Molard, con los regimientos 39º y 69º de línea, igualmente con dos batallones cada uno (total 2.128 hombres) y una batería de 6 cañones. La fuerza montada estaba integrada por la división de caballería ligera del general Jean-Baptiste Curto con 2 escuadrones del 3er Regimiento de Húsares, 2 escuadrones del 26º de chasseurs (cazadores), y un escuadrón del 28º de chasseurs. En total 521 jinetes incluidos los 37 oficiales al mando. Según las fuentes francesas (no lo mencionan las inglesas) también eran parte de la retaguardia montada, la División de Dragones del general Pierre Boyer con el 6º y 11º de dragones, que tenía por misión proteger en su retaguardia a la artillería que, ya más adelantada al norte, mantenía su marcha por el camino de Peñaranda mientras que la infantería la seguía en paralelo a campo traviesa.
Tras su victoria, Wellesley había decidido realizar personalmente la persecución de los franceses llevando, junto a las divisiones de infantería 1ra y Ligera, que estaban bastante frescas, a la brigada de caballería ligera inglesa del general George Anson con solo dos escuadrones (otras fuentes indican tres), uno del 11º de dragones ligeros y el otro del 16º, en total unos 300 hombres (el resto de los escuadrones de estos regimientos más los del 12º habían sido destacados para escoltar la columna de franceses tomados prisioneros durante la batalla de los Arapiles), y a la brigada de caballería pesada de von Bock con el 1º y 2º regimientos de dragones de la Legión Alemana del Rey con 3 escuadrones cada uno y un total de 771 hombres, la que no había participado en forma directa en la batalla ya que habían quedado como reserva en Pelabravo cubriendo el flanco izquierdo de Wellington para asegurar la retirada de la fuerza por si las cosas hubieran salido mal. Tanto von Bock como Anson recibieron –a horas de la victoria– la orden de disponer lo necesario para perseguir al enemigo al alba del día siguiente para lo cual Wellesley requirió que ambas brigadas cruzaran el río Tormes a la salida del sol.  El general de brigada Georg von Bock (en realidad Baron Eberhardt Georg Otto Bock von Wülfingen) estaba interinamente al mando de toda la caballería británica en la península debido a que su titular, el teniente general Stapleton Cotton había sido herido, y su segundo el general de brigada John Le Marchand, muerto en la batalla del día anterior.
Esa misma noche el general irlandés había tenido una cita con un pintor aragonés al cual había encomendado hacerle un retrato (la vanidad de Wellington no tenía límites y en el curso de su vida fueron innumerables los retratos que encargó de sí mismo a los más conspicuos artistas de la época). Ese pintor –un admirador del general– se llamaba Francisco José de Goya y Lucientes y allí mismo hizo un boceto “de tiza roja sobre grafito” que sirvió de base para tres retratos al óleo del duque que pintó después de la victoria de Los Arapiles. Wellington sirvió de modelo poco tiempo debido a los preparativos para el día siguiente lo que obligó a Goya a interrumpir la sesión. Volvieron a encontrarse días más tarde en Flores de Ávila donde el sexagenario y acaudalado genio de la pintura, viudo reciente, a quien apodaban "el sordo", pudo terminar su dibujo.

### Wellington emprende personalmente la persecución de los franceses
Al clarear el 23 de julio, mientras la brigada de von Bock, habiendo partido de Pelabravo había también cruzado el Tormes detrás de la infantería, la famosa División Ligera del general alemán Carl August von Alten a quien Wellington llamaba "el mejor de los hannoverianos" (3.500 hombres de los regimientos ingleses 43º, 52º y 95º de Rifles y los portugueses 1º y 3º de cazadores) por los vados en Huerta, unos once kilómetros al norte de Alba de Tormes. Ambas fuerzas se dirigían hacia el sur para unirse a la fuerza de Wellesley sobre el margen del río Gamo, a la altura del pueblo de Garcihernández. 
Wellington se había puesto al frente de la caballería de Anson con su escolta personal, el 1er escuadrón del 5º de Dragones de la Guardia Real.  En la creencia de que el cruce por el puente de Alba de Tormes había sido bloqueado por un batallón español que se había hecho fuerte en el castillo fortificado, dirigió su búsqueda por un camino diferente. Sin embargo el general Carlos de España (de origen francés, su apellido era en realidad Carlos d'Espagnac), abyecto personaje conocido como "El Tigre de Cataluña" por su crueldad, había retirado la unidad sin informar a Wellington, lo que permitió a los franceses utilizar esa vía de escape. Vuelto sobre sus pasos el futuro duque utilizó para su persecución el mismo puente pero dado el lento cruce por parte de su infantería, el avance de la caballería se retrasó considerablemente, la que finalmente pudo ponerse en movimiento por el camino de Alba sobre las nueve de la mañana. La infantería estaba integrada por la 1ra División de Infantería del teniente general John Hope, comandada en la ocasión por el general Henry Campbell (6.200 hombres). Tanto la Ligera de Alten como la de Campbell habían quedado en el flanco izquierdo de la fuerza británica durante la batalla. La segunda no habían tenido un rol preponderante en ella, por lo que estaba relativamente intacta.
Mientras las fuerzas británicas terminaban de cruzar el puente, los restos en retirada de las fuerzas francesas estaban ya próximos a Garcihernández, con el objetivo de dirigirse desde allí a Valladolid y Burgos para unirse a la Armada del Norte. El pueblo hoy denominado Garcihernández, se halla situado en un pequeño llano, atravesado de sudeste al noroeste por el riachuelo Gamo (llamado Caballero en las crónicas inglesas) y limitado al nordeste por una línea de colinas coronadas por una meseta: Los Altos de La Serna. La carretera de Alba a Peñaranda cruza la planicie en diagonal de sudoeste a noreste pasando a doscientos metros al sur del poblado antes cruzar el arroyo y subir por las citadas colinas. Estas terminan, en su otro extremo al norte del pueblo cayendo a plomo sobre el Gamo, con su extremidad occidental solo separada del río por un desfiladero el que recorre un sendero que conduce a Encinas de Abajo. El avance de la brigada de von Bock por ese lado se hizo muy lento debido a que por un lado en el tramo del valle que bordea el Tormes este era atravesado por muchos arroyos con innumerables bañados, y por el otro, porque el desfiladero con su camino tan angosto y pedregoso determinó que la columna de la infantería obligara a la caballería a marchar a paso de hombre.

### El avistaje de la retaguardia francesa
En cabeza de la fuerza de Foy y en columna de batallón iba la segunda brigada, a las órdenes del general Chemineau, y a retaguardia marchaba la primera bajo el mando del coronel Molard. La caballería ligera de Curto cubría la línea de los infantes, los que caminaban entorpecidos en su avance por la multitud de heridos y rezagados que, en busca de refugio, se acumulaban en torno de ellos.
En el momento en que dichas tropas se disponían a subir la pendiente de la colina y cuando la retaguardia del coronel Molard estaba aún franqueando el vado del riachuelo (muchos hombres se detuvieron a la vera del arroyo a beber y algunos otros se dirigían al pueblo con el objeto de conseguir comida), hicieron su aparición los dragones de George Anson los que hacía una hora habían dejado a tras a la infantería y ahora se acercaban formados en columnas cerradas hacia el Noroeste por la orilla derecha del Gamo. Viendo el peligro, Foy ordenó inmediatamente a su infantería y artillería apresurarse para ganar las alturas de los cerros mientras la caballería cubría sus movimientos. Los del 76º de la brigada de Molard, viendo que no llegarían a subir a la meseta, se habían formado ya en dos cuadros mientras que los dos del 6º, continuaron marchando en columna, tratando de acortar camino trepando la colina, con el objetivo de alcanzar el resto de la fuerza y ponerse a resguardo de la caballería alemana. Los restantes regimientos, el 39º y el 69º de Chemineau que iban adelante creyéndose cubiertos por su caballería siguieron su curso por el camino hacia Peñaranda subiendo la cuesta aunque viendo el desenlace de los acontecimientos pronto formaron también cuadros. A Boyer, Foy le había ordenado que dispusiera su caballería sobre el camino de Peñaranda, al costado del pueblo, con el objeto de bloquear el acceso al puente y contener el avance de los jinetes ingleses de Anson. 

### Wellington da la orden de atacar
Wellington que marchaba a la cabeza de la columna de Anson, le ordenó atacar sin demora a los dragones de Boyer, mientras procuraba acelerar la marcha de la brigada de von Bock, que venía retrasada por las dificultades del camino que había tomado remontando la orilla derecha del Gamo. De este modo, la cabeza de la columna de von Bock no desembocó en el llano hasta el momento en que los escuadrones de Anson, después de franquear el riachuelo, se disponían a enfrentar a los dragones de Boyer, que sin esperar el choque huyeron en dirección a Peñaranda. En el llano no quedaban ya más tropas imperiales que la brigada Molard, cuyo flanco meridional se hallaba al descubierto por la huida de los dragones. Los hombre de Anson cruzaron el puente y formaron en línea frente a la caballería de Curto que, habiendo hecho lo mismo, cortaba el camino sobre la base de la pendiente para cubrir el flanco septentrional de los infantes. Wellington ordenó a Anson que iniciara el ataque con sus dragones para expulsarlos. Mientras tanto los dos regimientos de dragones pesados de la brigada de von Bock habían salido del desfiladero y debido a lo angosto de la planicie ya estaban formando en escalones, dispuestos también a dar batalla a la caballería de Curto. 
En ese momento llegaba a la formación de von Bock el teniente coronel de artillería John May que, circunstancialmente, había acompañado en el operativo a Wellington con el mensaje de este de que se apurara la carga contra la caballería de Curto.  Consecuentemente, von Bock ordenó al teniente coronel Johann von Bülow, comandante del 1º de Dragones, iniciar la carga. Cuando los hombres de Anson estaban a punto de iniciar la suya, llegaba ya al galope el primer escuadrón del 1º al mando del capitán Hans Heinrich von Hattdorf con la plana mayor de la brigada, incluido el general von Bock, el coronel May y el teniente coronel von Bülow, arremetiendo contra los chasseurs franceses, sin esperar que lo hicieran los jinetes de Anson. 
Los franceses de Curto viendo la determinación y el número de la fuerza que venía en ayuda de quien tenían enfrente, dieron media vuelta y se alejaron dejando a su merced a sus camaradas de la infantería. En su persecución, el 1er escuadrón del 1º de la KGL fue alcanzado por los disparos que desde su flanco izquierdo le llovieron sorpresivamente de la infantería enemiga a la que no habían visto, cayendo heridos varios caballos y jinetes, incluido el teniente coronel May, por lo que se abandonó la persecución de los chasseurs.
Entre tanto, el capitán Gustav von der Decken al mando del 3er escuadrón, el del ala izquierda del 1º de dragones de la KGL, viendo que cualquier avance contra la caballería enemiga sería muy peligroso con los cuadros franceses disparándoles desde tan corta distancia, resolvió por su propia iniciativa atacar con su solo escuadrón el cuadro del 76º de línea francés que se hallaban más próximo y a menos de 30 pasos del lugar donde deberían pasar. A pesar de recibir una descarga desde una distancia tan corta las bajas fueron pocas. Una segunda mucho más devastadora alcanzó al escuadrón cuando ya se hallaba a solo unos 12 metros del enemigo.

### El principio del fin de la infantería francesa
Irónicamente, lo que en principio debía ser algo muy perjudicial para los alemanes,, se convirtió por una casualidad en el inicio de la destrucción de los franceses. El mismo von der Decken, que había sido herido en la rodilla durante la primera descarga recibida, se las había arreglado para mantenerse sobre su silla de montar, aunque luego la segunda lo hirió nuevamente y en forma grave (tras el combate fue evacuado a Salamanca, donde falleció el 16 de septiembre a consecuencia de esa segunda herida). También el teniente Voss cayó herido de muerte por cuatro impactos de bala junto a otros jinetes, entre ellos el dragón Post cuya cabalgadura recibió un disparo fortuito y en lugar de desplomarse al instante siguió herido de muerte en su desesperada carrera, arrastrando consigo al infortunado dragón para, finalmente, caer violentamente sobre una esquina del cuadro francés, llevando por delante todo lo que encontró en su caída. El resultado fue un hueco correspondiente al espacio ocupado por ocho infantes, brecha que inmediatamente fue aprovechada por el capitán Friedrich von Uslar-Gleichen, segundo al mando y que se había hecho cargo del escuadrón, para –alentando a sus hombres– penetrar y cargar con sus temibles espadas largas y de hoja recta desde dentro del cuadro mismo, a espalda de los sorprendidos infantes franceses, convirtiendo todo el cuadro en un caos y amasijo de hombres muertos y heridos. En esa ocasión el dragón Grobe derribó de un sablazo al comandante de la brigada, el coronel Molard, quien cayó de su cabalgadura dejando sin comando a su tropa que, ya totalmente desmoralizada, tiró las armas y levantó los brazos en señal de rendición. Molard falleció 12 días después, a consecuencia de su herida.
Viendo la dantesca escena y sin meditarlo un solo segundo, el rittmeister (capitán de la caballería) August von Reizenstein, al mando del 2do escuadrón del 1.º, que también se había visto obstaculizado en su avance por las características del terreno, cargó contra el segundo cuadro del 76.º francés, el que se encontraba algo más arriba en la ladera, siendo recibido también por una nutrida salva que hirió de muerte al teniente Carl von Heugel y de gravedad al corneta Carl Tappe. Sin embargo la fuerza de ánimo y la moral de los franceses ya estaba muy quebrada por la masacre sufrida por sus camaradas, por lo que varios infantes hicieron lo peor que podían haber hecho: comenzaron a emprender la fuga rompiendo así el cuadro –única posibilidad de protección– con lo cual éste sufrió las mismas consecuencias del primero. Los infantes diseminados de ambos cuadros rápidamente intentaron formar un tercero al ver que en su ayuda venía al galope el único escuadrón francés que no había huido. Se trataba del único escuadrón del 28.º de chasseurs a cheval que integraba la brigada de Curto. Contra este arremetió, sin embargo, el capitán Carl von Marschalck, del 3er escuadrón del 2.º regimiento de dragones de la KGL, seguido por su camarada el teniente Johannes Fumetty a cargo de la mitad del 2.º escuadrón (se trataba de la 6.ª compañía) también del 2.º regimiento.
En tanto los dos batallones de infantería ligera franceses del 6.º estaban intentando, a paso redoblado, alcanzar las alturas de la ladera sobre el lado izquierdo del camino a Peñaranda de Bracamonte, fueron arremetidos ahora por el escuadrón de von Reitzenstein, quien encaró con sus hombres al batallón más retrasado, todavía a cierta distancia de la cresta. Mientras los franceses se esforzaban por llegar a lo alto, buscando la seguridad, los hombres de las dos compañías que iban a la retaguardia, comandadas por un capitán de apellido Philippe, se dieron media vuelta e hicieron fuego contra los dragones alemanes, los que sin darse por aludidos los alcanzaron, repartiendo tajos a diestro y siniestro. 
Intuyendo que no llegarían a la cima para cubrirse, los franceses formaron un cuadro muy precario que no aguantó la carga, disolviéndose en un instante. Cientos de ellos tiraron sus mosquetes y solo unos cincuenta lograron huir alcanzando la protección de los cuatro batallones del 39.º y 69.º de Línea que ya estaban formados en la cresta de la colina en dos cuadros. El 69.º, en cuyo seno se hallaba Chemineau (Foy se hallaba en el del 39.º), fue atacado por los dos escuadrones del 2.º de Dragones los que recibieron una fuerte descarga, producto de la cual cayó muerto el capitán von Uslar-Gleichen y fue malherido el teniente Fumetty que sólo pudo salvarse de ser tomado prisionero gracias a la valerosa acción del sargento Schmahlfeld, quien lo rescató. Los jinetes aliados buscaron entonces una presa más fácil y siguieron adelante, más allá de la infantería de Foy, repartiendo sablazos a un buen número de rezagados y heridos y al rebaño de la escolta de civiles de la división, hasta tropezar con el cuadro formado por el batallón de cola de la 8va división, que no se dejó tampoco romper. La caballería aliada, cuyas monturas estaban agotadas, hubo finalmente de renunciar, por tanto a su empresa persecutoria y se retiró a sus posiciones de partida.
Así terminó el combate de García Hernández, señalado por la brillante carga de la caballería pesada de los alemanes de Hannover, los que, al lograr romper tres cuadros de infantería francesa, consiguieron un éxito resonante en el curso de la guerra de Independencia española.

### Después del combate
Cuando ya el enfrentamiento sobre la meseta había terminado, llegó al lugar de la acción la división de infantería ligera de von Alten, que formaba la cabeza de la columna de infantería británica. Wellington le encomendó que enviara al 95º de Rifles a la cumbre de la meseta en las colinas que dominan el pueblo de García Hernández, para dar apoyo a los dragones alemanes; pero éstos habían puesto fin a sus ataques y ya se encontraban descendiendo al llano. Foy se aprovechó del receso de su enemigo para poner en marcha lo que quedaba de su fuerza. Ya no era tiempo pare que los infantes aliados le siguieran y solo la caballería de Anson estaba en condiciones de acosarla, con la única intención de hostigar su retaguardia. Ésta no había recorrido dos kilómetros, cuando se vio reforzada por el contingente del Ejército del Norte, que a las órdenes del general de brigada François Pierre Chauvel, acudía en su auxilio desde Burgos. Se trataba solamente de 900 jinetes (húsares y cazadores). Pero llegaban frescos y organizados, por no haber tomado parte en los combates que habían quebrado la moral de combate de sus camaradas en Los Arapiles y García Hernández. Aquella fuerza formó en seguida a la cola de la columna manteniendo a raya los intentos ofensivos de la caballería aliada. 
Por Coca de Alba y Nava de Sotrobal, el grueso del ejército derrotado alcanzó, primero Peñaranda de Bracamonte, y después, Flores de Ávila, pueblo a la vera del cual vivaqueó la mayoría de las tropas de dicho ejército durante la noche del 23 al 24 de julio de 1812. Únicamente la vanguardia, con el mariscal, los equipajes, el tren de artillería y las carretas de heridos, continuaron hasta Arévalo. Por su parte, el ejército aliado renunció a toda persecución activa y sus unidades de infantería no pasaron más allá del río Almar, cerca de una legua al oeste de Peñaranda.
A mediodía del 23, el Duque de Ragusa y, por consiguiente, el general Clauzel que lo reemplazaba, recibieron carta del rey José Bonaparte fechada  el 21, anunciándole la marcha en su socorro del Ejército del Centro. De todos los mensajeros portadores de ejemplares de tal mensaje, solo uno llegó a su destino; los restantes renunciaron tal vez a cumplir su misión o fueron detenidos y probablemente ejecutados por los guerrilleros.
Por su parte Wellington aprovechó el interregno para esperar el arribo del resto de su infantería antes de reiniciar la persecución. Finalmente al llegar a Flores de Ávila, al tener conocimiento de que el derrotado Ejército de Portugal francés estaba a punto de unirse al Ejército del Norte, en conjunto una fuerza muy superior, decidió dar por finalizado el operativo de persecución. La campaña de Salamanca había concluido y Goya lo estaba esperando en Flores de Ávila, ya desalojado por los franceses. El óleo terminado que muestra al general con el uniforme rojo y la cruz de la medalla peninsular, le fue entregado por el artista durante la corta estancia del irlandés en Madrid (del 12 de agosto al 1 de septiembre). El general –regocijado porque había recibido la noticia de que el rey George III le habían otorgado el título Earl (marqués)– quedó tan satisfecho que en 1814 le encargó dos retrato más. En realidad el nombramiento no lo había hecho el rey, sino su hijo primogénito, el príncipe de Gales y futuro rey Jorge IV, quien asumió la regencia a fines de 1810 dado el estado de su padre, quien, a los 72 años, no solo estaba ya ciego por las cataratas y con un fuerte reumatismo, sino totalmente senil (fuera de sus cabales, se hallaba recluido en el palacio Windsor).

## Conclusión
Vale la pena remarcar que toda la acción se desarrolló en tan solo unos cuarenta minutos, pero en ese corto período de tiempo ocurrió uno de los ataques más famosos de las guerras napoleónicas, en la que una fuerza de caballería logró romper y destruir tres cuadros enemigos infligiéndoles 200 bajas (entre ellos el general Molard) y la pérdida de 1.400 hombres tomados prisioneros.
De los 770 dragones de la KGL que participaron en la acción, se produjeron 127 bajas (6 oficiales y 121 suboficiales y dragones) entre muertos y heridos. de los cuales 51 murieron en el enfrentamiento y el resto en el hospital de Salamanca a causa de sus heridas. También se perdieron 140 caballos. Ambos regimientos quedaron tan reducidos que al día siguiente cada uno de ellos debió formar con solo dos en lugar de tres escuadrones.
Respecto de la intervención de los dragones de la KGL y la destrucción de los tres cuadros de defensa, Wellington escribiría en su informe oficial "Nunca antes he sido testigo de una carga más valiente que la que hizo contra la infantería del enemigo la brigada de caballería pesada de la King’s German Legion bajo el mando del general de brigada von Bock, la que resultó totalmente exitosa, con todo el cuerpo de infantería –tres batallones de la 1ª división enemiga– hechos prisioneros".  Por su parte, el propio general Foy, haciendo honor a sus valientes enemigos sostendría después de la batalla "La carga realizada por el hannoveriano Bock a la cabeza de la brigada pesada de la legión alemana que hemos visto personalmente el día después de la batalla de Los Arapiles, ha sido la más audaz de toda la guerra de España".
En el gobierno británico la batalla de García Hernández causó tal impresión que decretó por una ley, aprobada por el parlamento en mismo año de 1812, que todos los oficiales de la KGL que hasta entonces habían servido como temporarios, fueran admitidos como personal permanente, en similares condiciones a las de sus camaradas británicos; siéndoles reconocida no solo la antigüedad desde el comienzo de sus servicio en la Legión sino también el derecho a pensión o media paga por parte del gobierno británico.
La derrota en los Arapiles el 22 de julio tuvo desastrosas consecuencias para la estrategia de Napoleón en la península ibérica: los franceses se vieron privados de las bases y los arsenales que necesitaban para llevar a cabo una nueva invasión de Portugal, el rey José I tuvo que abandonar Madrid –hacia donde avanzaba el victorioso ejército de Wellington– y además tuvieron que levantar el sitio de Cádiz, donde se refugiaba el gobierno legítimo de España. Una nueva derrota francesa en la Batalla del Puente de Triana, permitió a los españoles retomar definitivamente Sevilla el 27 de agosto, Córdoba el 4 de septiembre y Granada el 17 de septiembre. Teniendo que abandonar las tropas imperiales francesas toda Andalucía en dirección a Yecla.  
El encargado de llevarle las malas noticias al emperador fue el capitán Fabvier, que cabalgó durante treinta y dos días hasta alcanzar el cuartel general imperial, en ese momento en tierras rusas. Napoleón no prestó demasiada atención a lo ocurrido en Salamanca, pues estaba más preocupado por hacer una entrada triunfal en Moscú. Más tarde se daría cuenta de su error, puesto que, en cierto modo, la batalla de los Arapiles había significado el principio del fin de su Imperio.

## Literatura
- Beamish, North Ludlow: History of the King's German Legion, Vol II. Cap. V. London 1837. Págs. 80 a 86.
- Blünder, W., Jacobi, C. und von Storren, F.: Hannoversches Militairisches Journal, Vol. III y IV.  Año 4., Fascículo 1. Hahn'sche Hofbuchhandlung. Hannover y Leipzig (1833) Págs. 65 a 92.
- Camden, Theofilus: The history of the present war in Spain & Portugal with Memoirs of the Life of Marquis Wellington (1812)
- Hodenberg, Carl von: Briefe eines Rittmeisters des 1. schweren Dragoner Regiments von des Königs deutscher Legion aus Spanien 1812/13. Pags. 40 y 41
- Jones, Johann T.: Geschichte des Krieges in Spanien, Portugal und Südlichen Frankreich von 1808 bis 1814. Vol. II. Anton Strauss Verlag. Viena (1819) Págs. 270 a 271
- Napier, William Francis Patrick: History of the War in Peninsula and in the South France from the Year 1807 to the Year 1814, Vol V (1837).
- Nicolas (dit Marcel), M.: Campagnes du capitaine Marcel du 69º de Ligne en Espagne et en Portugal 1808-1814. Libraire Plon. Paris, 1913. Págs. 168 a 172.
- Oman, Charles: Wellington's Army, 1809-1814. London, 1913 (reprint 1993 by Greenhill). Págs. 477 a 480. ISBN 0-947898-41-7
- Pérez Galdós, Benito: La Batalla de Los Arapiles, ISBN 978-84-206-7268-7
- Priego López, Juan: Guerra de la Independencia 1808-1814, Vol. 7 - 1ra Parte - Campaña de 1812 (Operaciones Primncipales) Ministerio de defensa (España) y Editorial San Martín, Madrid 2001.Págs. 272 a 276. ISBN 8471403064 y ISBN 978-8471403063
- Sarramon, Jean-Pierre: Histoire de la Guerre d'Independance de la Péninsule ibérique contre Napoléon 1er (9éme partie: mai-aout 1812) La Bataille des Arapiles. Publications de l'Université de Toulouse-le Mirail. Tomo 38, 1978.
- Schwertfeger, Bernhard: Geschichte der Königlich Deutschen Legion, 1803-1816. Volumen I y II. Hahn'sche Buchhandlung, Hanover y Leipzig (1907) Pág. 227.